# Vyans-le-Val
Vyans-le-Val ist eine Gemeinde im französischen Département Haute-Saône in der Region Bourgogne-Franche-Comté.

## Geographie
Vyans-le-Val liegt auf einer Höhe von 353 m über dem Meeresspiegel, drei Kilometer südlich von Héricourt und etwa fünf Kilometer nordnordwestlich der Stadt Montbéliard (Luftlinie). Das Dorf erstreckt sich im Westen der Burgundischen Pforte, nordwestlich des Beckens von Montbéliard in einer Nische am westlichen Rand des Lizaine-Tals.
Die Fläche des 3,32 km² großen Gemeindegebiets umfasst einen Abschnitt im Bereich der Burgundischen Pforte. Der zentrale Teil des Gebietes wird von der Mulde von Vyans-le-Val eingenommen, die sich nach Osten zum Tal der Lizaine öffnet. Der Gemeindeboden reicht jedoch nicht bis in die Talaue hinunter. Nach Westen leitet eine 50 bis 80 m hohe Geländestufe zu den angrenzenden Hochplateaus über, die aus Kalkgestein der oberen Jurazeit aufgebaut sind. Sie werden teils landwirtschaftlich genutzt, zeigen aber auch größere Waldflächen. Mit 463 m wird im Grand Bois die höchste Erhebung von Vyans-le-Val erreicht.
Nachbargemeinden von Vyans-le-Val sind Héricourt im Norden und Osten, Montbéliard im Süden sowie Laire und Tavey im Westen.

## Geschichte

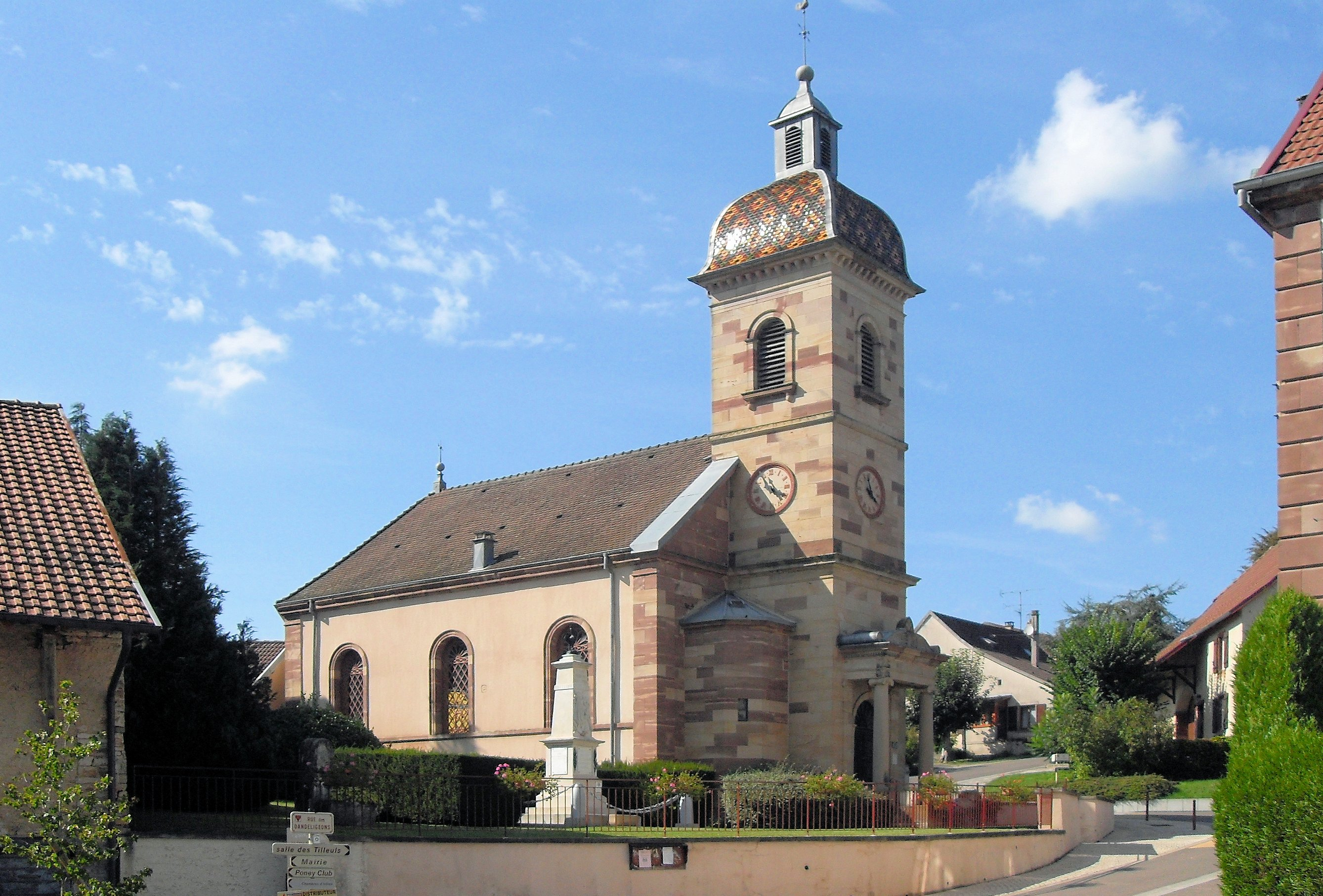
Lutherische Kirche

Das Dorf Vyans (früher Vians geschrieben) unterstand seit 1196 der Kollegiatkirche Saint-Maimboeuf von Montbéliard. Durch einen Gebiets- und Güterabtausch gelangte es 1332 an die Grafen von Montbéliard, das Vyans der Herrschaft Héricourt unterstellte. Die Grafen führten die Reformation ein und die Dorfkirche in Vyans wurde 1565 lutherisch.
Der Ort wurde mehrfach von Pestepidemien heimgesucht, die besonders in den Jahren 1578 und 1662 viele Opfer forderten. Mit der Annexion der Grafschaft Württemberg-Mömpelgard (Montbéliard) gelangte Vyans 1793 endgültig in französische Hand. Um eine Verwechslung mit anderen gleichnamigen Gemeinden zu vermeiden, wurde Vyans im Jahr 1969 offiziell in Vyans-le-Val umbenannt. Seit 2001 ist Vyans-le-Val Mitglied des 20 Ortschaften umfassenden Gemeindeverbandes Communauté de communes du Pays d’Héricourt.

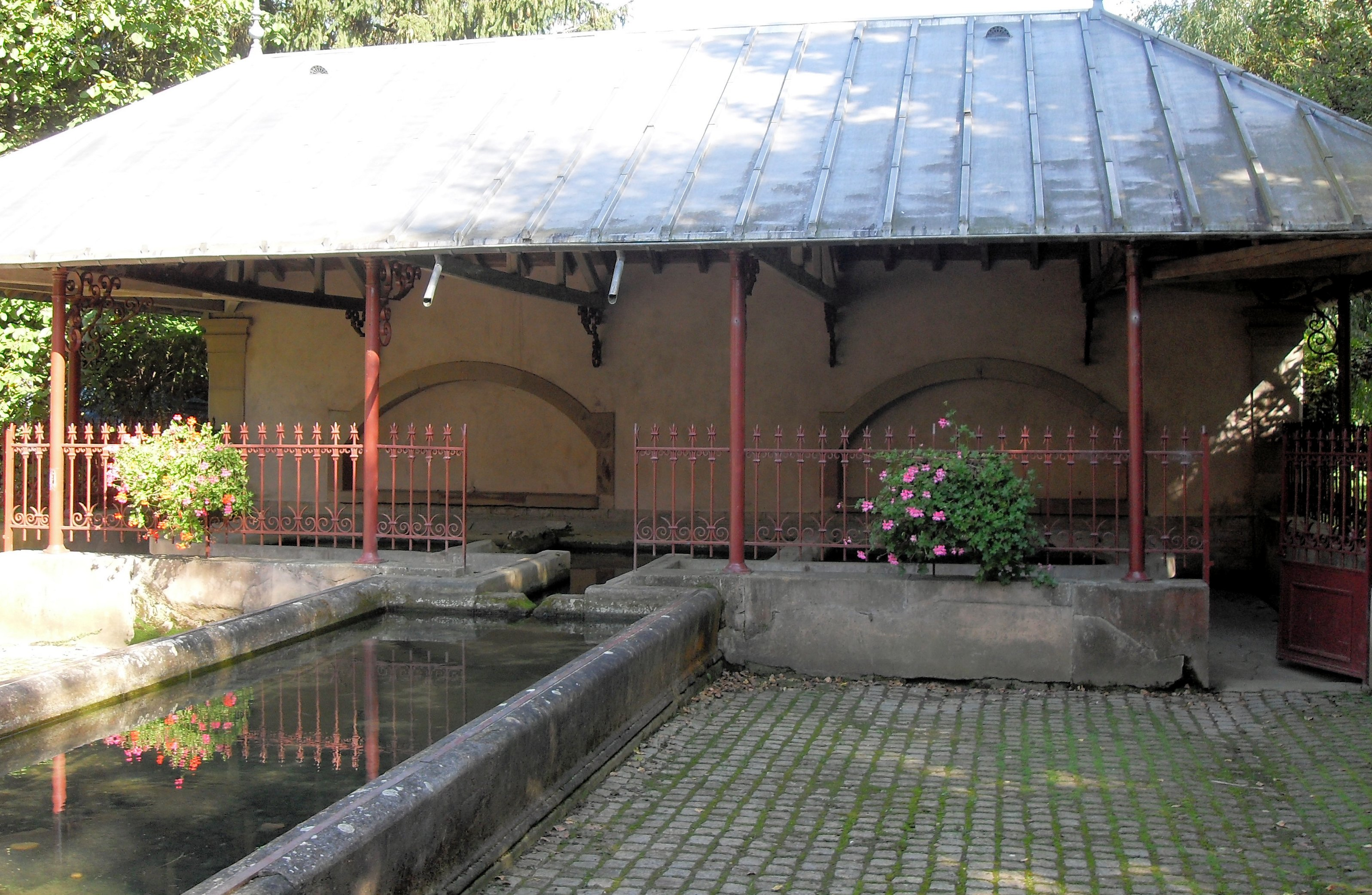
Fontaine-Lavoir

## Sehenswürdigkeiten
Die lutherische Dorfkirche von Vyans-le-Val (Temple) wurde im 19. Jahrhundert neu erbaut und ersetzte einen Vorgängerbau. Zu den weiteren Sehenswürdigkeiten zählen das Haus La Cure (16. Jahrhundert) und das Fontaine-Lavoir von 1888, das als Brunnen, Waschhaus und Viehtränke diente.

## Bevölkerung
| Jahr                       | 1962 | 1968 | 1975 | 1982 | 1990 | 1999 |
| Einwohner                  | 164  | 239  | 311  | 384  | 400  | 419  |
| Quellen: Cassini und INSEE |      |      |      |      |      |      |

Mit 417 Einwohnern (1. Januar 2022) gehört Vyans-le-Val zu den kleinen Gemeinden des Département Haute-Saône. Nachdem die Einwohnerzahl in der ersten Hälfte des 20. Jahrhunderts stets im Bereich zwischen 140 und 170 Personen gelegen hatte, wurde seit Beginn der 1960er Jahre ein markantes Bevölkerungswachstum verzeichnet. Seither hat sich die Einwohnerzahl fast verdreifacht.

## Wirtschaft und Infrastruktur
Vyans-le-Val war bis weit ins 20. Jahrhundert hinein ein vorwiegend durch die Landwirtschaft (Ackerbau, Obstbau und Viehzucht) und die Forstwirtschaft geprägtes Dorf. Daneben gibt es heute einige Betriebe des lokalen Kleingewerbes. Mittlerweile hat sich das Dorf auch zu einer Wohngemeinde gewandelt. Viele Erwerbstätige sind deshalb Wegpendler, die in den Agglomerationen Montbéliard und Belfort ihrer Arbeit nachgehen.
Die Ortschaft ist verkehrstechnisch gut erschlossen. Sie liegt an der Hauptstraße, die von Montbéliard nach Héricourt führt. Der nächste Anschluss an die Autobahn A36 befindet sich in einer Entfernung von ungefähr 8 km.